# Rigney
Rigney település Franciaországban, Doubs megyében. Lakosainak száma 374 fő (2022. január 1.). Rigney Germondans, Corcelle-Mieslot, Moncey, Rignosot, Thurey-le-Mont, La Tour-de-Sçay, Valleroy, La Barre, Cirey, Vandelans és Marchaux-Chaudefontaine községekkel határos.

## Népesség
A település népessége az elmúlt években az alábbi módon változott:
| Lakosok száma | 288  | 287  | 346  | 425  | 421  | 406  | 390  | 375  | 377  | 374  |
|               | 1968 | 1982 | 1990 | 2006 | 2013 | 2015 | 2017 | 2019 | 2020 | 2022 |